# Toni Reis

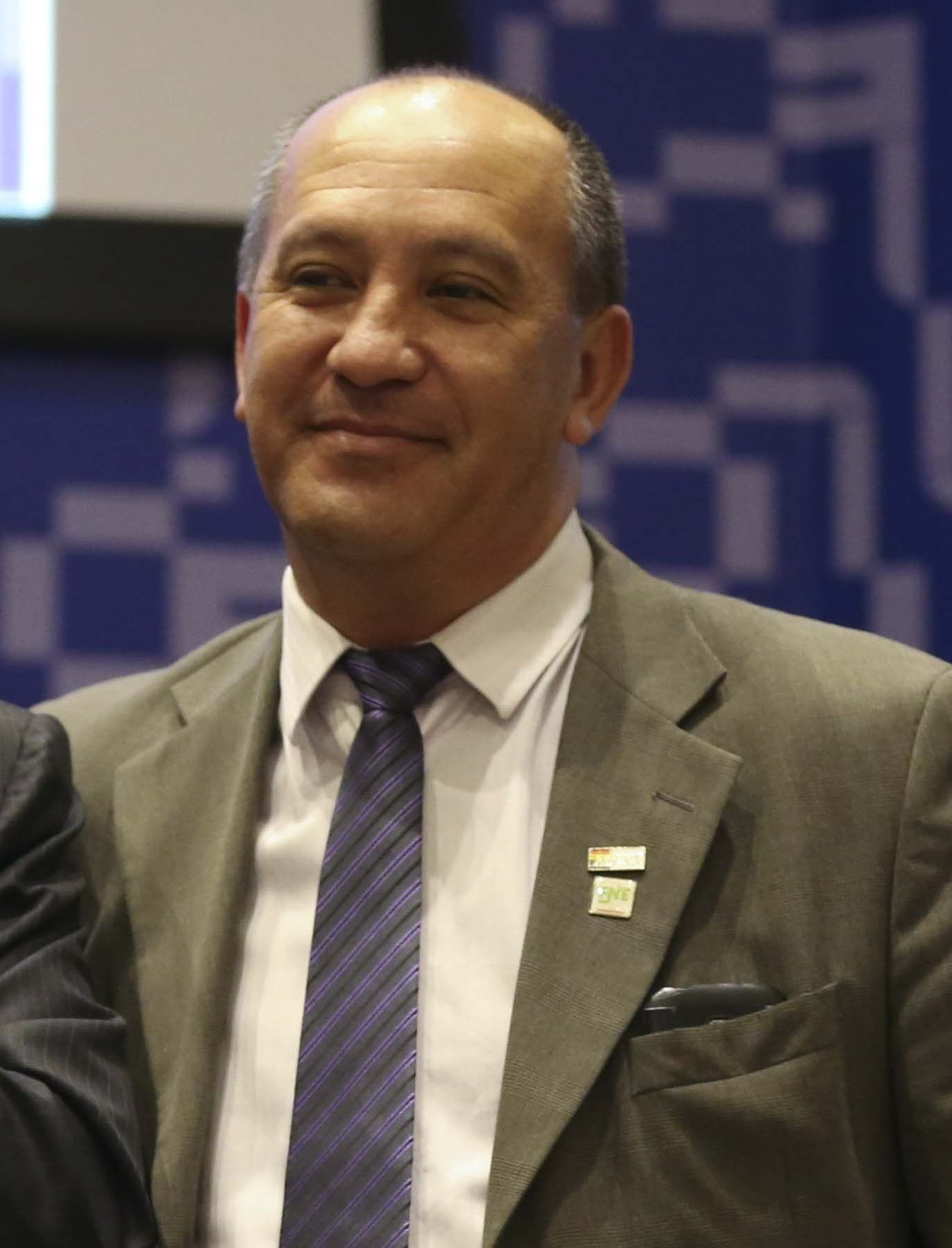
Toni Reis (2016)

Toni Reis (* 1964) ist ein brasilianischer Menschenrechtsaktivist. Er ist Präsident der Homosexuellenorganisation Grupo Dignidade, Generalsekretär der nationalen Vereinigung der Schwulen, Lesben und Transsexuellen in Brasilien ABGLT und Mitglied im internationalen Beirat der Hirschfeld-Eddy-Stiftung.
Er ist Lehrer und Spezialist für Humansexualität und Gruppendynamik. Er besitzt einen Masterabschluss in Philosophie in den Bereichen Ethik und Sexualität. Er war bereits 1995 Gründungspräsident der ABGLT.
Toni Reis ist auch Lateinamerikas Koordinator von ASICAL (Association for Integral Health and Citizenship in Latin America and the Caribbean).

## Wirken
1 600 Homosexuelle sind in den vergangenen zehn Jahren ermordet worden, darunter 350 Transvestiten und 61 Lesben, schilderte Toni Reis 1998 die Lage in seinem Land.
Er redete 2006 vor dem brasilianischen Parlament. Dabei erklärte er, dass inzwischen jährlich 250 Homosexuelle in Brasilien ermordet würden.
2007 sprach er auch vor Gremien der Vereinten Nationen, um seiner Organisation den Beraterstatus zu verschaffen.
Für seinen aus Großbritannien stammenden Partner erstritt er in einem Musterprozess eine Daueraufenthaltsberechtigung für Brasilien.